# Salon Murat

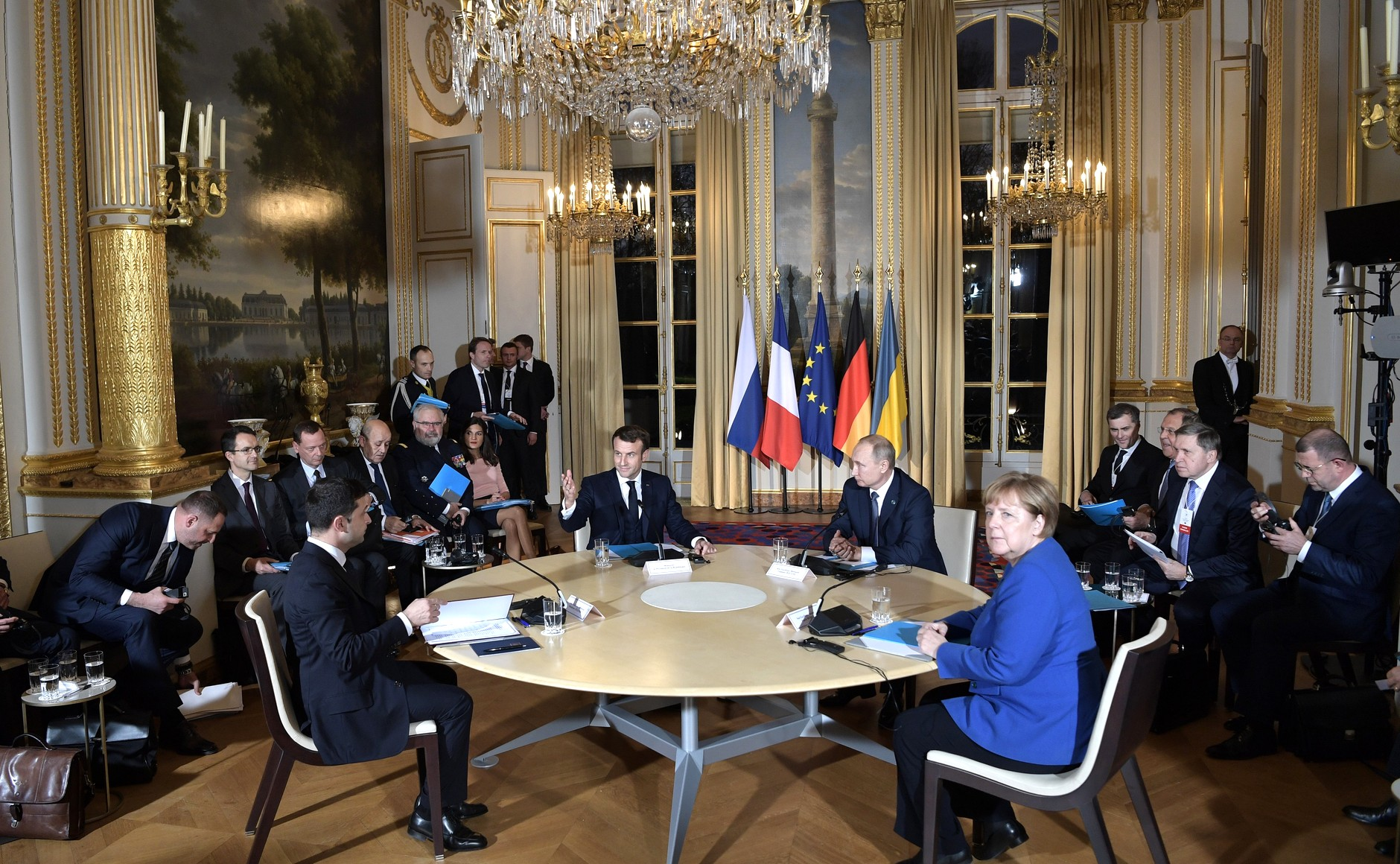
Salon Murat.

Le salon Murat est une pièce du palais de l'Élysée. Elle a historiquement accueilli le Conseil des ministres.

## Description
Le salon Murat jouxte le salon des Aides de camp. Il est orné de deux toiles de Carle Vernet en l'honneur du beau-frère de Napoléon Ier et représentant respectivement le château de Benrath (situé au bord du Rhin près de Düsseldorf, résidence officielle de Murat en tant que grand-duc de Berg et de Clèves en 1806) et Murat et sa cavalerie passant le Tibre, pendant la campagne d’Italie. La vue de Rome a été réalisée par Vernet et Joseph Bidault tandis que celle de Benrath l'a été par Vernet Alexandre Dunouy.

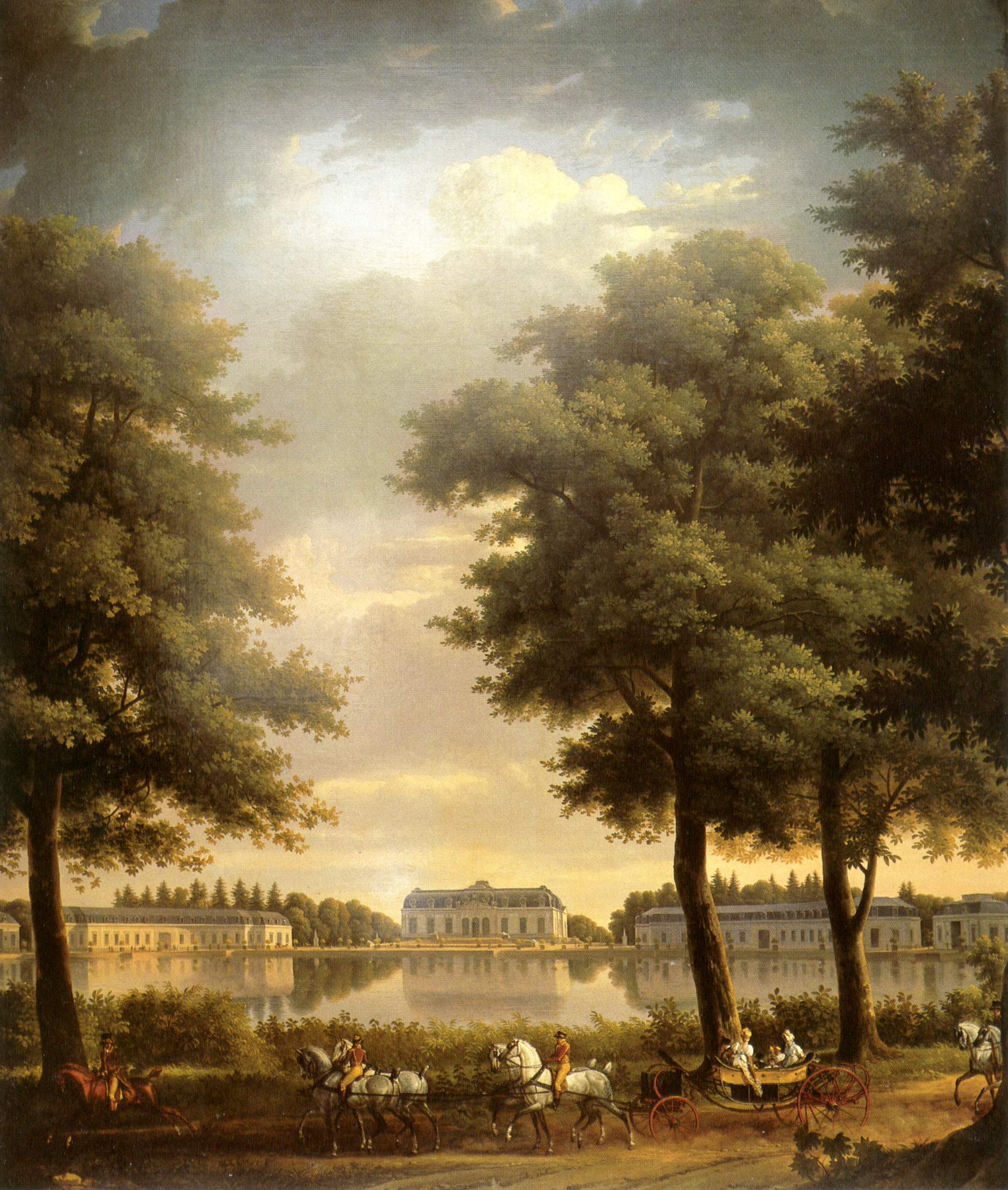
Le château de Benrath, exposé dans le salon Murat.

Le décor comprend également une peinture de Dunouy représentant la colonne Trajane (qui servit de modèle à la colonne Vendôme édifiée en l'honneur des victoires des armées napoléoniennes) placée entre les deux fenêtres donnant sur le parc. La pièce mesure environ 100 m2, dimensions identiques depuis la transformation opérée par Murat. La pièce est également meublée, côté cour, par une console aux colonnes en porcelaine imitant le lapis-lazuli. Réalisée d'après les dessins d'Alexandre-Évariste Fragonard, elle fut commandée en 1821 par le roi Louis XVIII à la manufacture de Sèvres pour son château de Saint-Cloud. Elle supporte un pendule aux décors de porcelaine de Sèvres représentant les principales horloges parisiennes. Réalisée par Robin entre 1841 et 1842 pour le roi Louis-Philippe et décorée par Jean-Charles Develly, elle fut installée à l'Élysée à la fin du XIXe siècle. Y sont représentés l'horloge du Palais de la Cité, le cadran solaire du Louvre ainsi que l'horloge de l'Hôtel de Ville.

## Histoire

### Sous le Premier Empire
Joachim Murat fait aménager la pièce en fusionnant une salle à manger et une chapelle. Le salon Murat sert originellement de salle de bal.

### Sous la Deuxième République
Le 10 décembre 1848, le salon Murat sert de bureau de vote pour l'élection présidentielle. Sous le Second Empire, il perd son rôle de salle de réception au profit d'une salle de bal construite dans son prolongement, et sert avant tout à la présentation des invités au couple présidentiel puis impérial (fonction qu'il détient encore aujourd'hui lors de l'organisation de grands dîners d'État dans la salle des fêtes voisine).

### Sous la Quatrième République
Sous la IVe République, il est l'un des lieux de réunion du Conseil des ministres avec le salon des Ambassadeurs et celui de l'Hémicycle (actuel salon Pompadour).

### Sous la Cinquième République

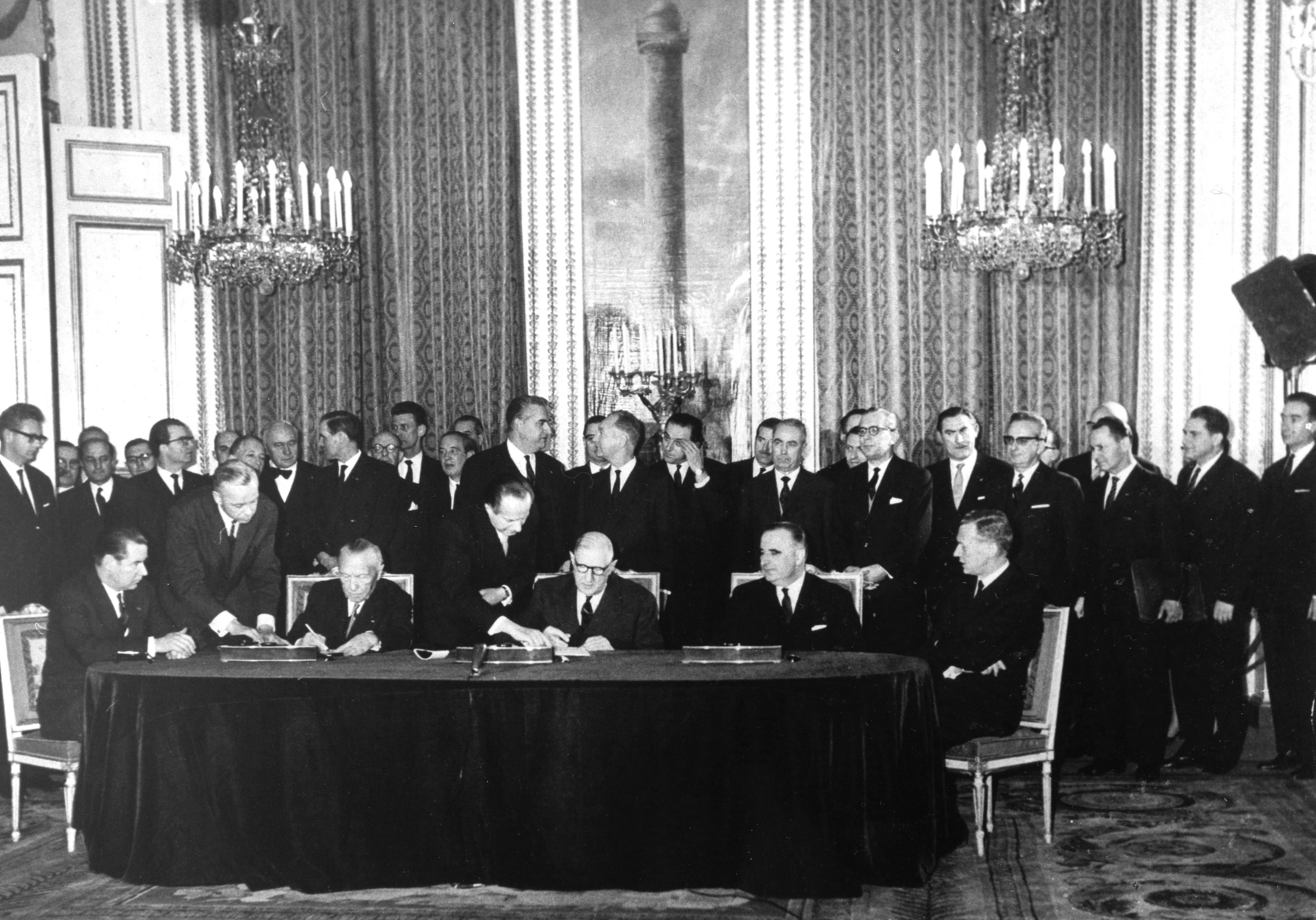
La signature du traité de l'Élysée, en 1963, dans le Salon Murat.

Sous Charles de Gaulle, le salon Murat gagne en importance au sein du palais. En 1963 y est signé par le chancelier de la RFA Konrad Adenauer et Charles de Gaulle le traité de l'Élysée.
Georges Pompidou lui donne une vocation plus haute encore lorsqu'il décide que le Conseil des ministres s'y réunit à partir de 1969. Tous les mercredis matin, le président de la République face au Premier ministre, les ministres, le secrétaire général de l'Élysée et le secrétaire général du Gouvernement s'y réunissent pour gérer les affaires de l'État. La table du Conseil occupe pratiquement toute la longueur de la salle, sur laquelle est placée en son centre, entre le chef de l'État et le chef du gouvernement, une pendulette portative dite « de voyage », de cuivre jaune, en forme de coffre, afin que tous deux puissent lire l'heure en même temps. Le conseil commence généralement à 10 heures du matin, une fois le président annoncé à haute voix par un huissier (« Monsieur le président de la République ! »). Chaque ministre dispose à sa place d'un sous-main et d'un carton nominatif. 
Ayant retrouvé sa vocation de salle de réception, ce salon présente, depuis 2017, un tapis moderne de l'artiste Sylvie Fajfrowska.